# Sången om Skirner

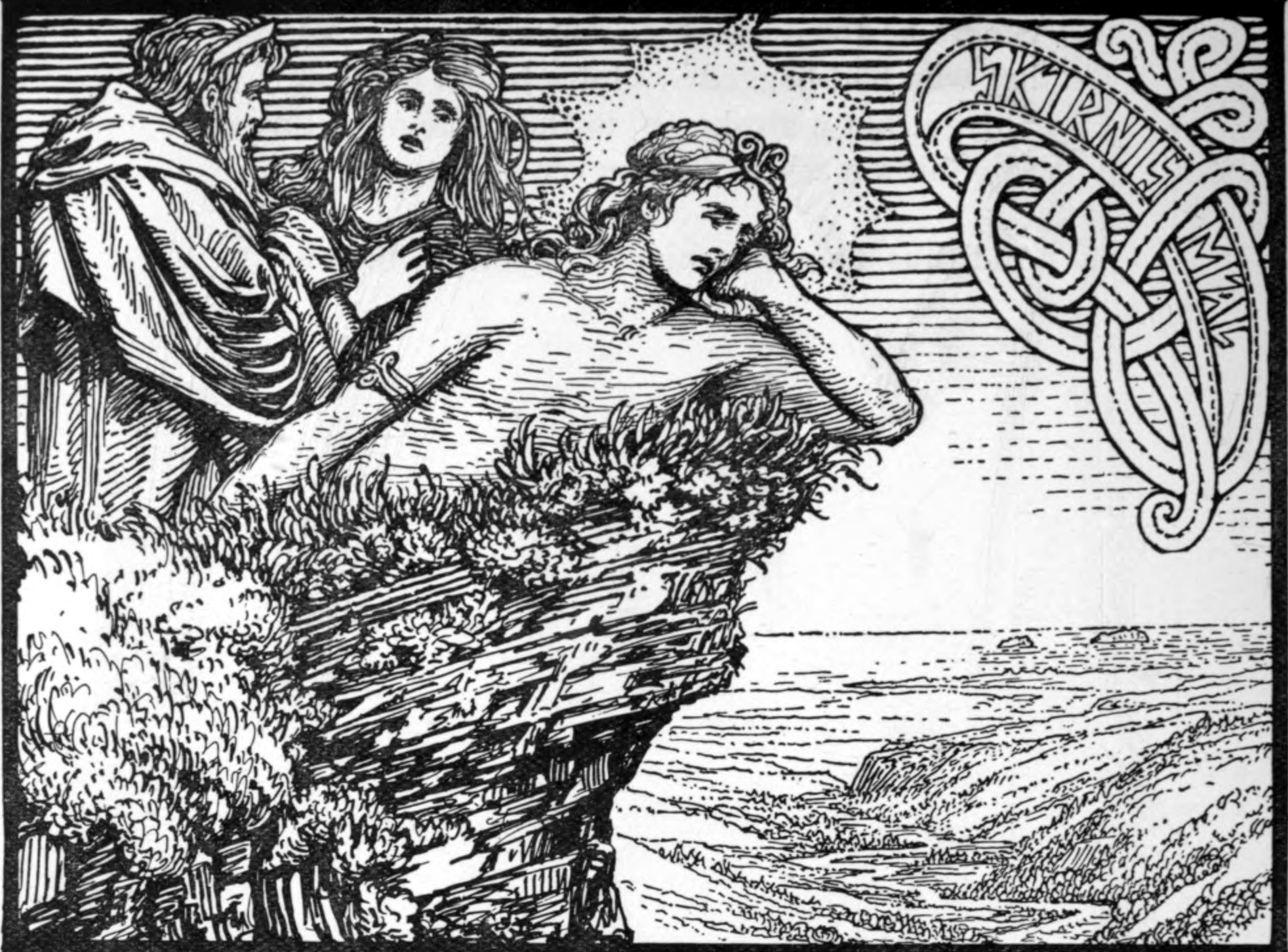
Frejs kärlekskrankhet (1908) av W.G. Collingwood.

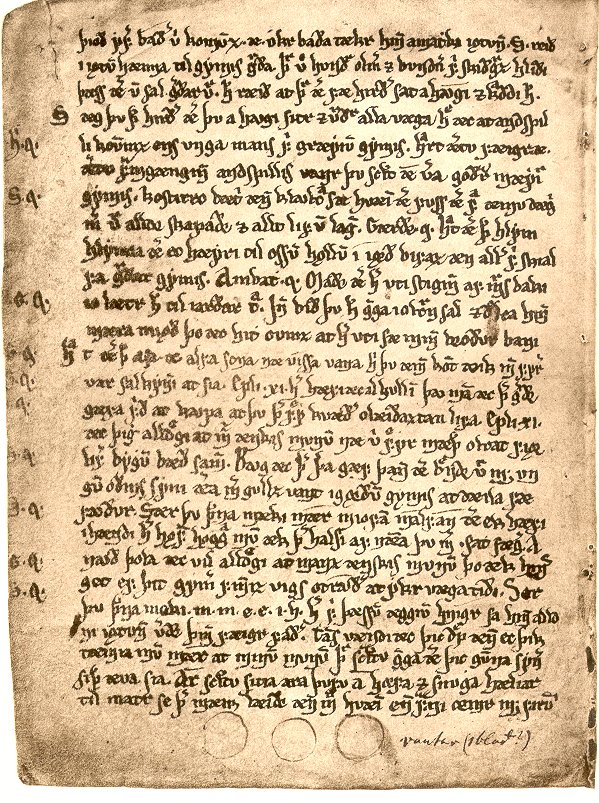
AM 748 I 4to är en av de två handskrifter som innehåller Skírnismál. Det har noteringar i kanten som anger talare för varje vers. En del experter anser att detta talar för att dikten kan ha framförts som ett drama.

Sången om Skirner (isländska: Skírnismál, ungefär "Skirners tal") är ett av den poetiska Eddans kväden. Det finns bevarat i Codex Regius och i AM 748 I 4to.

## Handling
Kvädet börjar med hur Frej spanar ut över världen och plötsligt får se jättekvinnan Gerd, Gymes dotter, som han blir våldsamt förälskad i. Han skickar ut sin tjänare Skirner som ska försöka övertala Gerd att bli Frejs gemål. Det är dock lättare sagt än gjort, och Frej låter Skirner ge henne mängder av dyrbara ting, däribland ett svärd som svingar sig självt "ifall det bäres av en klok karl". (Efter detta bär Frej ett hjorthorn som enda vapen, vilket visar sig ödesdigert i sista striden före Ragnarök). 
Gerd vägrar dock att äkta Frej, så Skirner tar slutligen till magiska medel:
"Turs ristar jag dig
och tre stavar.
För svartsjuka, brunst,
och otålig pina.
Jag ristar bort dem
så som jag ristade dit dem,
om det finns skäl för det."
Nu ger slutligen Gerd med sig, men hon säger till Skirner att det tar nio dagar innan hon kommer till Frej. Skirner återkommer med hennes bud, och kvädet slutar med att Frej lidelsefullt kväder:
"Lång är en natt,
långa är två,
hur orkar jag tråna i tre?
Ofta har mig en månad
känts mycket kortare
än denna halva natt!"

## Bearbetningar
År 2010 gav den isländska författarinnan Gerður Kristný ut Blodhov, en omdiktning av "Sången om Skirner" där berättelsen skildras ur Gerds perspektiv. Boken fick Isländska litteraturpriset och blev nominerad till Nordiska rådets litteraturpris.